# Kesztölc
Kesztölc är en ort i Ungern.   Den ligger i provinsen Komárom-Esztergom, i den nordvästra delen av landet, 30 km nordväst om huvudstaden Budapest. Kesztölc ligger 204 meter över havet och antalet invånare är 2 559.
Terrängen runt Kesztölc är kuperad österut, men västerut är den platt. Terrängen runt Kesztölc sluttar västerut. Runt Kesztölc är det ganska tätbefolkat, med 248 invånare per kvadratkilometer. Närmaste större samhälle är Dorog, 5,0 km väster om Kesztölc. I omgivningarna runt Kesztölc växer i huvudsak lövfällande lövskog.